# Pero vecina
Pero vecina är en fjärilsart som beskrevs av William Schaus 1901. Pero vecina ingår i släktet Pero och familjen mätare. Inga underarter finns listade i Catalogue of Life.